# 常寧 (天順進士)
常寧（1415年—？），字文靜，河南開封府許州襄城人，明朝政治人物。進士出身。

## 生平
景泰元年（1450年）庚午科河南鄉試第七十六名。天順元年（1457年）丁丑科會試二百八十八名，殿試登進士第三甲第八十三名。

## 家族
曾祖父常待福。祖父常瑞興。父亲常仲美。